# Kastrí (ort i Grekland, Epirus, Nomós Prevézis, lat 39,29, long 20,93)
Kastrí är en ort i Grekland.   Den ligger i prefekturen Nomós Prevézis och regionen Epirus, i den centrala delen av landet, 280 km nordväst om huvudstaden Aten. Kastrí ligger 776 meter över havet och antalet invånare är 172.
Terrängen runt Kastrí är kuperad åt sydväst, men åt nordost är den bergig.Runt Kastrí är det ganska glesbefolkat, med 29 invånare per kvadratkilometer. Närmaste större samhälle är Arta, 15,1 km söder om Kastrí. Trakten runt Kastrí består till största delen av jordbruksmark.